# 马曹庙镇
马曹庙镇，是中华人民共和国湖北省黄冈市团风县下辖的一个乡镇级行政单位。

## 行政区划
马曹庙镇下辖以下地区：
马曹庙社区、沙河图村、桥子畈村、马曹庙村、磨石山村、官塘角村、花园咀村、三甲店村、祁家墩村、樊家楼村、烽火山村、大路岗村、薛坳村、紫金庄村、戴家湾村、马岗村、官坳村、九家咀村、刘家冲村、百福寺村、曹家河村和杜家寨村。